# Palm Desert
Palm Desert és una població dels Estats Units a l'estat de Califòrnia. Segons el cens del 2000 tenia 41.155 habitants.

## Demografia
Segons el cens del 2000, Palm Desert tenia 41.155 habitants, 19.184 habitatges, i 11.414 famílies. La densitat de població era de 652 habitants/km².
Dels 19.184 habitatges en un 18,9% hi vivien nens de menys de 18 anys, en un 48,5% hi vivien parelles casades, en un 7,7% dones solteres, i en un 40,5% no eren unitats familiars. En el 32,4% dels habitatges hi vivien persones soles el 15,2% de les quals corresponia a persones de 65 anys o més que vivien soles. El nombre mitjà de persones vivint en cada habitatge era de 2,13 i el nombre mitjà de persones que vivien en cada família era de 2,67.
Per edats la població es repartia de la següent manera: un 17,3% tenia menys de 18 anys, un 6,2% entre 18 i 24, un 22,7% entre 25 i 44, un 26,3% de 45 a 60 i un 27,6% 65 anys o més.
L'edat mediana era de 48 anys. Per cada 100 dones de 18 o més anys hi havia 89,7 homes.
La renda mediana per habitatge era de 48.316 $ i la renda mediana per família de 58.183 $. Els homes tenien una renda mediana de 42.257 $ mentre que les dones 32.202 $. La renda per capita de la població era de 33.463 $. Entorn del 5,9% de les famílies i el 9,2% de la població estaven per davall del llindar de pobresa.

## Poblacions més properes
El següent diagrama mostra les poblacions més properes.